# EHF Champions League 2009-2010 (pallamano maschile)
La EHF Champions League 2009 - 2010 è stata la 50ª edizione del massimo torneo europeo per club di pallamano, la 17ª con l'attuale denominazione.

## Formula
- Turno di qualificazione: è stato disputato da 17 squadre raggruppate in due gironi da quattro club e altri tre gironi da tre club; la prima classificata di ogni gruppo si è qualificata alla fase successiva mentre le altre squadre sono state retrocesse in EHF Cup.
- Fase a gironi: sono stati disputati quattro gruppi da sei squadre con gare di andata e ritorno. Le prime quattro di ogni girone si sono qualificate alla fase ad eliminazione diretta.
- Fase ad eliminazione diretta: le sedici squadre qualificate dalla fase precedente hanno disputato gli ottavi e i quarti di finale con la formula della eliminazione diretta con partite di andata e ritorno.
- Final Four: per la seconda volta è stata disputata la Final Four del torneo con la formula dell'emiliminazione diretta con gara singola.

## Qualificazioni

### Gruppo 1

#### Classifica
|  | Pos. | Squadra           | Pt | G | V | N | P | GF  | GS | DR  |
|  | ---- | ----------------- | -- | - | - | - | - | --- | -- | --- |
|  | 1.   | RK Vardar         | 6  | 3 | 3 | 0 | 0 | 102 | 82 | +20 |
|  | 2.   | HC Dinamo Minsk   | 4  | 3 | 2 | 0 | 1 | 91  | 86 | +5  |
|  | 3.   | HC Budućnost      | 2  | 3 | 1 | 0 | 2 | 86  | 98 | -12 |
|  | 4.   | Beşiktaş Istanbul | 0  | 3 | 0 | 0 | 3 | 83  | 96 | -13 |

#### Risultati
| 4 settembre 2009, ore 18:00 | Vardar | 33 – 30 (19-14) | Beşiktaş |  |

| 4 settembre 2009, ore 20:00 | Dinamo Minsk | 35 – 27 (18-14) | Budućnost |  |

| 5 settembre 2009, ore 18:00 | Beşiktaş | 25 – 32 (10-19) | Dinamo Minsk |  |

| 5 settembre 2009, ore 20:00 | Budućnost | 28 – 35 (15-18) | Vardar |  |

| 6 settembre 2009, ore 18:00 | Beşiktaş | 28 – 31 (12-14) | Budućnost |  |

| 6 settembre 2009, ore 20:00 | Vardar | 34 – 24 (14-14) | Dinamo Minsk |  |

### Gruppo 2

#### Classifica
|  | Pos. | Squadra        | Pt | G | V | N | P | GF | GS | DR |
|  | ---- | -------------- | -- | - | - | - | - | -- | -- | -- |
|  | 1.   | HC PAOK        | 3  | 2 | 1 | 1 | 0 | 62 | 59 | +3 |
|  | 2.   | ZTR Zaporižžja | 3  | 2 | 1 | 1 | 0 | 56 | 53 | +3 |
|  | 3.   | SPE Strovolos  | 0  | 2 | 0 | 0 | 2 | 52 | 58 | -6 |

#### Risultati
| 4 settembre 2009, ore 20:00 | PAOK | 32 – 29 (16-12) | SPE Strovolos |  |

| 5 settembre 2009, ore 20:00 | SPE Strovolos | 23 – 26 (10-9) | ZTR Zaporižžja |  |

| 6 settembre 2009, ore 20:00 | ZTR Zaporižžja | 30 – 30 (13-15) | PAOK |  |

### Gruppo 3

#### Classifica
|  | Pos. | Squadra         | Pt | G | V | N | P | GF | GS | DR |
|  | ---- | --------------- | -- | - | - | - | - | -- | -- | -- |
|  | 1.   | FyllingenBergen | 3  | 2 | 1 | 1 | 0 | 62 | 59 | +3 |
|  | 2.   | A1 Bregenz      | 2  | 2 | 1 | 0 | 1 | 56 | 53 | +3 |
|  | 3.   | Partizan Si&Si  | 1  | 2 | 0 | 1 | 1 | 52 | 58 | -6 |

#### Risultati
| 4 settembre 2009, ore 19:00 | Partizan Si&Si | 28 – 28 (16-14) | FyllingenBergen |  |

| 5 settembre 2009, ore 16:00 | A1 Bregenz | 33 – 20 (15-10) | Partizan Si&Si |  |

| 6 settembre 2009, ore 16:00 | FyllingenBergen | 35 – 31 (21-14) | A1 Bregenz |  |

### Gruppo 4

#### Classifica
|  | Pos. | Squadra           | Pt | G | V | N | P | GF | GS | DR  |
|  | ---- | ----------------- | -- | - | - | - | - | -- | -- | --- |
|  | 1.   | Vive Targi Kielce | 4  | 2 | 2 | 0 | 0 | 70 | 54 | +16 |
|  | 2.   | HT Tatran Prešov  | 2  | 2 | 1 | 0 | 1 | 64 | 68 | -4  |
|  | 3.   | Porto Vitalis     | 0  | 2 | 0 | 0 | 2 | 53 | 65 | -12 |

#### Risultati
| 4 settembre 2009, ore 19:30 | Vive Targi Kielce | 32 – 23 (14-9) | Porto Vitalis |  |

| 5 settembre 2009, ore 18:30 | Porto Vitalis | 30 – 33 (11-15) | Tatran Prešov |  |

| 6 settembre 2009, ore 14:15 | Tatran Prešov | 31 – 38 (15-21) | Vive Targi Kielce |  |

### Gruppo 5

#### Classifica
|  | Pos. | Squadra               | Pt | G | V | N | P | GF | GS | DR  |
|  | ---- | --------------------- | -- | - | - | - | - | -- | -- | --- |
|  | 1.   | CB Ademar León        | 5  | 3 | 2 | 1 | 0 | 84 | 73 | +11 |
|  | 2.   | Kadetten Schaffhausen | 5  | 3 | 2 | 1 | 0 | 88 | 83 | +3  |
|  | 3.   | RK Celje              | 2  | 3 | 1 | 0 | 2 | 80 | 84 | -4  |
|  | 4.   | TBV Lemgo             | 0  | 3 | 0 | 0 | 3 | 77 | 89 | -12 |

#### Risultati
| 4 settembre 2009, ore 18:45 | Lemgo | 29 – 30 (14-13) | Kadetten Schaffhausen |  |

| 4 settembre 2009, ore 20:45 | Ademar Leon | 26 – 25 (12-12) | Celje |  |

| 5 settembre 2009, ore 18:45 | Kadetten Schaffhausen | 27 – 27 (15-14) | Ademar Leon |  |

| 5 settembre 2009, ore 20:45 | Celje | 28 – 27 (13-12) | Lemgo |  |

| 6 settembre 2009, ore 16:30 | Celje | 27 – 31 (12-13) | Kadetten Schaffhausen |  |

| 6 settembre 2009, ore 18:30 | Ademar Leon | 31 – 21 (17-10) | Lemgo |  |

## Fase a gironi

### Girone A

#### Classifica
|  | Pos. | Squadra             | Pt | G  | V | N | P | GF  | GS  | DR   |
|  | ---- | ------------------- | -- | -- | - | - | - | --- | --- | ---- |
|  | 1.   | Montpellier         | 17 | 10 | 8 | 1 | 1 | 330 | 259 | +71  |
|  | 2.   | Chekhovskye Medvedi | 14 | 10 | 6 | 2 | 2 | 344 | 282 | +62  |
|  | 3.   | Valladolid          | 12 | 10 | 4 | 4 | 2 | 301 | 279 | +22  |
|  | 4.   | HCM Costanza        | 9  | 10 | 4 | 1 | 5 | 285 | 301 | -16  |
|  | 5.   | SC Pick Szeged      | 6  | 10 | 2 | 2 | 6 | 287 | 307 | -20  |
|  | 6.   | HC PAOK             | 2  | 10 | 1 | 0 | 9 | 236 | 355 | -119 |

### Girone B

#### Classifica
|  | Pos. | Squadra            | Pt | G  | V | N | P | GF  | GS  | DR  |
|  | ---- | ------------------ | -- | -- | - | - | - | --- | --- | --- |
|  | 1.   | KC Veszprém        | 18 | 10 | 9 | 0 | 1 | 305 | 252 | +53 |
|  | 2.   | Rhein-Neckar Löwen | 16 | 10 | 7 | 2 | 1 | 325 | 286 | +39 |
|  | 3.   | Vive Targi Kielce  | 9  | 10 | 4 | 1 | 5 | 291 | 287 | +4  |
|  | 4.   | RK Gorenje Velenje | 7  | 10 | 3 | 1 | 6 | 281 | 298 | -17 |
|  | 5.   | Chambéry           | 5  | 10 | 2 | 1 | 7 | 248 | 282 | -38 |
|  | 6.   | RK Bosna Sarajevo  | 5  | 10 | 2 | 1 | 7 | 249 | 294 | -45 |

### Girone C

#### Classifica
|  | Pos. | Squadra           | Pt | G  | V  | N | P  | GF  | GS  | DR   |
|  | ---- | ----------------- | -- | -- | -- | - | -- | --- | --- | ---- |
|  | 1.   | BM Ciudad Real    | 20 | 10 | 10 | 0 | 0  | 321 | 241 | +80  |
|  | 2.   | HSV Amburgo       | 16 | 10 | 8  | 0 | 2  | 346 | 259 | +87  |
|  | 3.   | HC Croatia Zagreb | 12 | 10 | 6  | 0 | 4  | 292 | 266 | +26  |
|  | 4.   | FCK Håndbold      | 8  | 10 | 4  | 0 | 6  | 276 | 281 | -5   |
|  | 5.   | Alingsås HK       | 4  | 10 | 2  | 0 | 8  | 251 | 302 | -51  |
|  | 6.   | FyllingenBergen   | 0  | 10 | 0  | 0 | 10 | 214 | 351 | -137 |

### Girone D

#### Classifica
|  | Pos. | Squadra             | Pt | G  | V | N | P | GF  | GS  | DR  |
|  | ---- | ------------------- | -- | -- | - | - | - | --- | --- | --- |
|  | 1.   | THW Kiel            | 17 | 10 | 8 | 1 | 1 | 347 | 271 | +76 |
|  | 2.   | Barcellona          | 17 | 10 | 8 | 1 | 1 | 341 | 279 | +62 |
|  | 3.   | CB Ademar León      | 11 | 10 | 5 | 1 | 4 | 291 | 293 | -2  |
|  | 4.   | KIF Kolding         | 11 | 10 | 4 | 3 | 3 | 287 | 288 | -1  |
|  | 5.   | RK Vardar           | 3  | 10 | 1 | 1 | 8 | 253 | 316 | -63 |
|  | 6.   | ZMC Amicitia Zürich | 1  | 10 | 0 | 1 | 9 | 254 | 326 | -72 |

## Fase ad eliminazione diretta

### Ottavi di finale
| Squadra 1         | Totale  | Squadra 2          | Andata  | Ritorno |
| ----------------- | ------- | ------------------ | ------- | ------- |
| Ademar León       | 61 - 66 | Čechovskie Medvevi | 36 - 37 | 25 - 29 |
| Vive Targi Kielce | 54 - 57 | Amburgo            | 24 - 30 | 30 - 27 |
| Croatia Zagreb    | 59 - 69 | Barcellona         | 26 - 33 | 33 - 36 |
| Costanza          | 49 - 54 | Veszprém           | 23 - 27 | 26 - 27 |
| Kolding           | 49 - 54 | Montpellier        | 26 - 26 | 23 - 28 |
| Gorenje Velenje   | 54 - 66 | Ciudad Real        | 23 - 31 | 31 - 35 |
| Valladolid        | 62 - 67 | Rhein-Neckar Löwen | 29 - 30 | 33 - 37 |
| Copenaghen        | 54 - 62 | Kiel               | 31 - 33 | 23 - 29 |

### Quarti di finale
| Squadra 1          | Totale  | Squadra 2   | Andata  | Ritorno |
| ------------------ | ------- | ----------- | ------- | ------- |
| Amburgo            | 53 - 57 | Ciudad Real | 26 - 22 | 27 - 35 |
| Rhein-Neckar Löwen | 58 - 60 | Kiel        | 28 - 29 | 30 - 31 |
| Čechovskie Medvevi | 64 - 63 | Montpellier | 32 - 27 | 32 - 36 |
| Barcellona         | 67 - 60 | Veszprém    | 33 - 27 | 34 - 33 |

### Final Four

#### Semifinali
| Squadra 1           | Squadra 2  | Risultato |
| ------------------- | ---------- | --------- |
| Chekhovskye Medvedi | Barcellona | 27 - 34   |

| Squadra 1      | Squadra 2 | Risultato |
| -------------- | --------- | --------- |
| BM Ciudad Real | THW Kiel  | 27 - 29   |

### Finale 3º posto
| Squadra 1           | Squadra 2      | Risultato |
| ------------------- | -------------- | --------- |
| Chekhovskye Medvedi | BM Ciudad Real | 28 - 36   |

### Finale
| Squadra 1  | Squadra 2 | Risultato |
| ---------- | --------- | --------- |
| Barcellona | THW Kiel  | 34 - 36   |